# Сирык, Антонина Евгеньевна
Антонина Евгеньевна Сирык (Серик) (в девичестве — Сокирко; 4 мая 1964) — советская биатлонистка, украинский тренер по биатлону. Неоднократная чемпионка СССР. Мастер спорта СССР (1987).

## Биография
Окончила Харьковский государственный институт физической культуры. Представляла спортивное общество «Буревестник» и город Сумы, тренер — Александр Васильевич Болтов.
На чемпионате СССР 1986 года стала двукратной чемпионкой, в спринте и в эстафете в составе сборной Украинской ССР. На следующем чемпионате страны, в 1987 году, одержала победу в индивидуальной гонке и стала бронзовым призёром в эстафете.
С 1987 года работает преподавателем, с 2000 года — старшим преподавателем на кафедре физического воспитания Сумского государственного университета. Была одним из тренеров олимпийский чемпионки Юлии Джимы.
Участвует в ветеранских соревнованиях по лыжному спорту, лёгкой атлетике, бадминтону.